# هاري بنجامين
هاري بنجامين (بالإنجليزية: Harry Benjamin)‏ هو طبيب أمريكي، ولد في 12 يناير 1885 في برلين في ألمانيا، وتوفي في 24 أغسطس 1986 في نيويورك في الولايات المتحدة.